# ЈФЕТ
Спојни гејт транзистор са ефектом поља (ЈФЕТ или ЈУГФЕТ) је најједноставнији тип транзистора са ефектом поља. Може да се користи као електронски контролисан прекидач или као напонски контролисан отпор. Наелектрисања протичу кроз полупроводнички канал између „сорс“ и „дрејн“ контаката. Применом негативног напона на контакт „гејта“, канал се „уштине“, тако да је „струја“ ограничена или је потпуно нема.

## Структура
ЈФЕТ је дугачак канал полупроводничког материјала , допиран како би садржао обиље позитивних носиоцанаелектрисања или рупа (П-типа), или од негативних носиоца електрона (Н-типа). Омски контакт на сваком крају чини сорс (С) и дрејн (Д). П-Н спој се формира на једној или обе стране канала, или га окружује, користећи област допирану супротно од канала, и балансиран користећи омски гејт контакт (Г).

## Функција
Начин рада ЈФЕТа је сличан баштенском цреву. Проток воде кроз црево може да се контролише стискањем црева како би се смањио попречни пресек; проток наелектрисања кроз ЈФЕТ је контролисан ограничавањем канала који преноси струју. Струја такође зависи од електричног поља између сорса и дрејна (аналогно разлици притисака на крајевима црева).
Производња проводног канала је изведена помоћу ефекта поља: напон између гејта и сорса се примени тако да је негативно оријентисан у односу на гејт-сорс П-Н спој, што доводи до проширења слоја за трошење овог споја (погледати слику), обухватајући проводни канал и смањујући његов попречни пресек. Слој за трошење се зато што он губи преноснике наелектрисања и постаје електрично непроводан у практичним применама.
Када слој трошења заузме целу ширину проводног канала, „уштинуће“ је постигнуто и проводљивост између дрејна и сорса нестаје. Уштинуће се дешава при одређеном негативном напону гејта према сорсу (VGS). Напон уштинућа (Vp) значајно варира, чак и између уређаја истог типа. На пример,
VGS(off) за транзистор Temic J202, се мења у распону -0,8 V до -4 V. Уобичајене вредности се мењају у распону -0.3V до -10V.
Да би се искључио N-канални транзистор, потребно је довести nегативан дрејн-сорс напон (VGS). Такође, да би се искључио П-канални транзистор, потребан је позитиван напон VGS.
При нормалном функционисању, електрично поље које се ствара око гејта блокира проводност сорс-дрејн споја до неке мере.
Неки ЈФЕТ уређаји су симетрични у смислу сорс-дрејн канала.

## Шематски симболи
Гејт ЈФЕТа се понекада црта на средини канала (уместо на дрејн или сорс електроди као у овим примерима). Ова симетрија сугерише да су „дрејн“ и „сорс“ међусобно заменљиви, тако да би такав симбол требало да се примењује само за онај тип ЈФЕТова где су заиста заменљиви дрејн и сорс.ble.
Званично, облик симбола треба да прикаже компоненту унутар круга (који представља оквир уређаја). Ово важи и у америци и у европи. Симбол се често црта без круга када се цртају шематски дијаграми интегрисаних кола. У последње време, симбол се често црта без круга чак и у дискретним уређајима.
У сваком случају. врх стрелице показује поларитет П-Н споја који настаје између канала и гејта. Као и са обичном диодом, стрелица приказује од П ка Н, смер струје при позитивном напону гејта.

## Поређење са другим транзисторима
На собној температури, струја гејта ЈФЕТа (обрнуто цурење од гејт-канал споја) је упоредива са струјом МОСФЕТа (који има изолациони оксид између гејта и канала), али је доста мања од струје биполарног транзистора. ЈФЕТ има већу транскондуктансу од МОСФЕТа, као и мањи шум, па се због тога користи у неким операционим појачавачима ниског нивоа шума са великим улазним отпором.

## Историја ЈФЕТа
ЈФЕТ је предвидео Џулијус Лилинфилд 1925. године и до половине 1930-их теорија рада ЈФЕТ-а је била довољно позната да би се оправдао патент. Али, није било могуће направити допиране кристале са довољно прецизности како би се приказао ефекат још много наредних година. 1947. године, истраживачи Џон Бардин, Валтер Хаузер Братејн, и Вилијам Шокли су покушавали да направе ЈФЕТ али су открили транзистор са тачкастим контактом. Први практични ЈФЕТови су направљени много година касније, упркос њиховом зачећу много пре спојних транзистора. У некој мери, могу се разматрати као хибрид МОСФЕТa (метал оксид полупроводничког транзистора са ефектом поља) и Биполарног транзистора (БЈТ) иако изолован гејт биполарни транзистор (ИГБТ) више личи на карактеристике хибридног рада.

## Математички модел
Струја у Н-ЈФЕТу услед малог напона  је дата са:
{\displaystyle I_{DSS}=(2a){\frac {W}{L}}qN_{d}\mu _{n}V_{DS}}
где су
- IDSS = дрејн-сорс струја засићења
- 2a = дебљина канала
- W = ширина
- L = дужина
- q = наелектрисање = 1.6 x 10-19 C
- μn = покретност електрона
- Nd = концентрација Н-типа допирања

У области засићености:
{\displaystyle I_{DS}=I_{DSS}\left[1-{\frac {V_{GS}}{V_{P}}}\right]^{2}}
У линеарној области
{\displaystyle I_{D}=(2a){\frac {W}{L}}qN_{d}{{\mu }_{n}}\left[1-{\sqrt {\frac {V_{GS}}{V_{P}}}}\right]V_{DS}}
или (у односу на {\displaystyle I_{DSS}}):
{\displaystyle I_{D}={\frac {2I_{DSS}}{V_{P}^{2}}}(V_{GS}-V_{P}-{\frac {V_{DS}}{2}})V_{DS}}
где је
{\displaystyle {V_{P}}} напон уштинућа, минимални напон кроз гејт-сорс који је потребан да би се потпуно прекинула проводљивост. Када је {\displaystyle V_{DS}} мали у поређењу са {\displaystyle V_{GS}} - {\displaystyle V_{P}}, уређај се понаша као напонски контролисани отпорник.